# Kirnberg an der Mank
Kirnberg an der Mank osztrák község Alsó-Ausztria Melki járásában. 2025 januárjában 1114 lakosa volt. 

## Elhelyezkedése

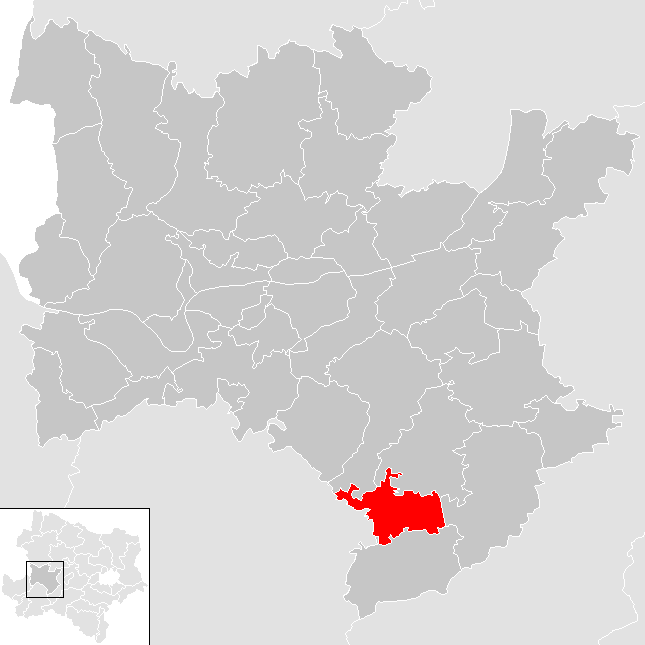
Kirnberg an der Mank a Melki járásban

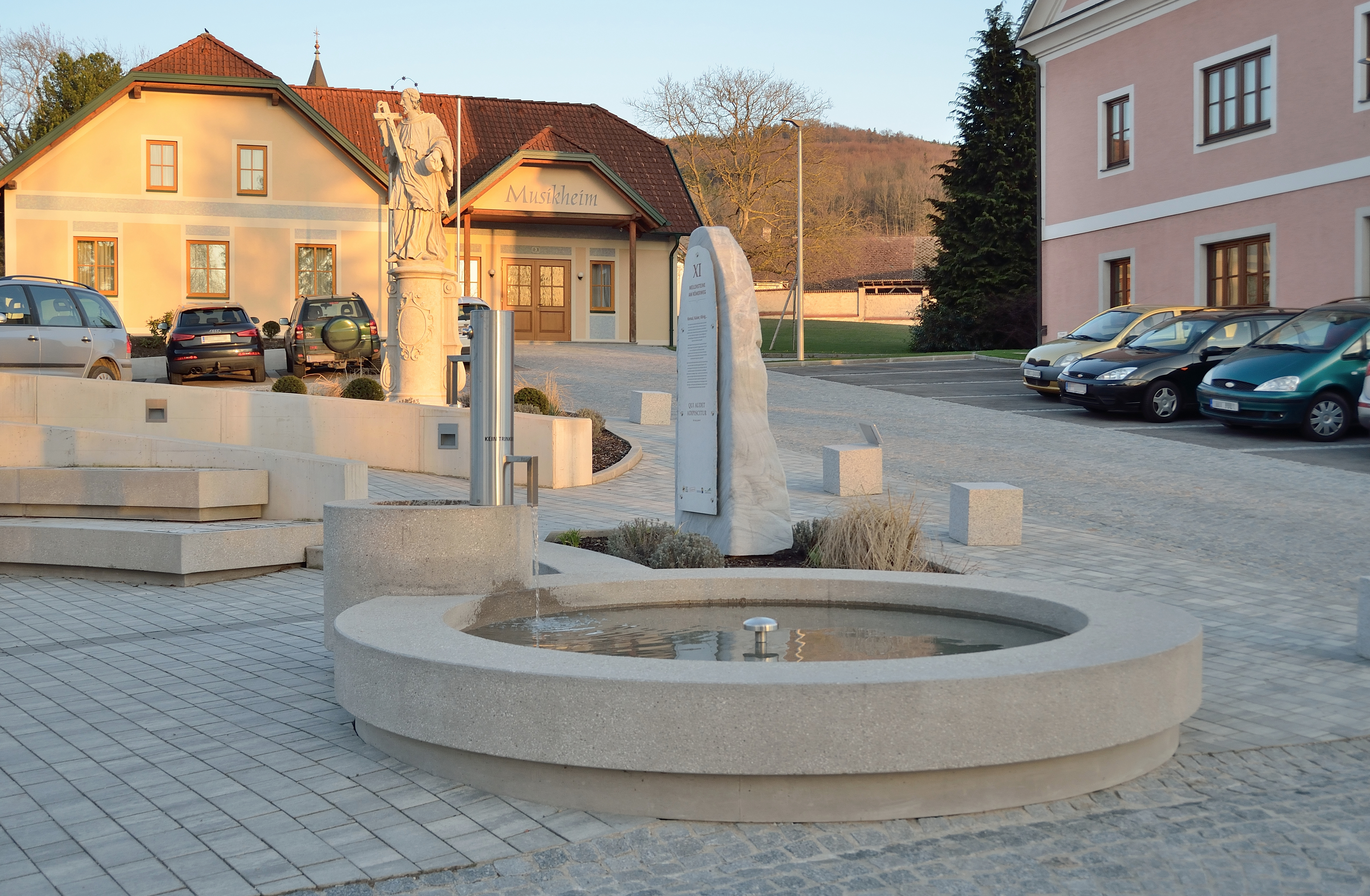
A főtér

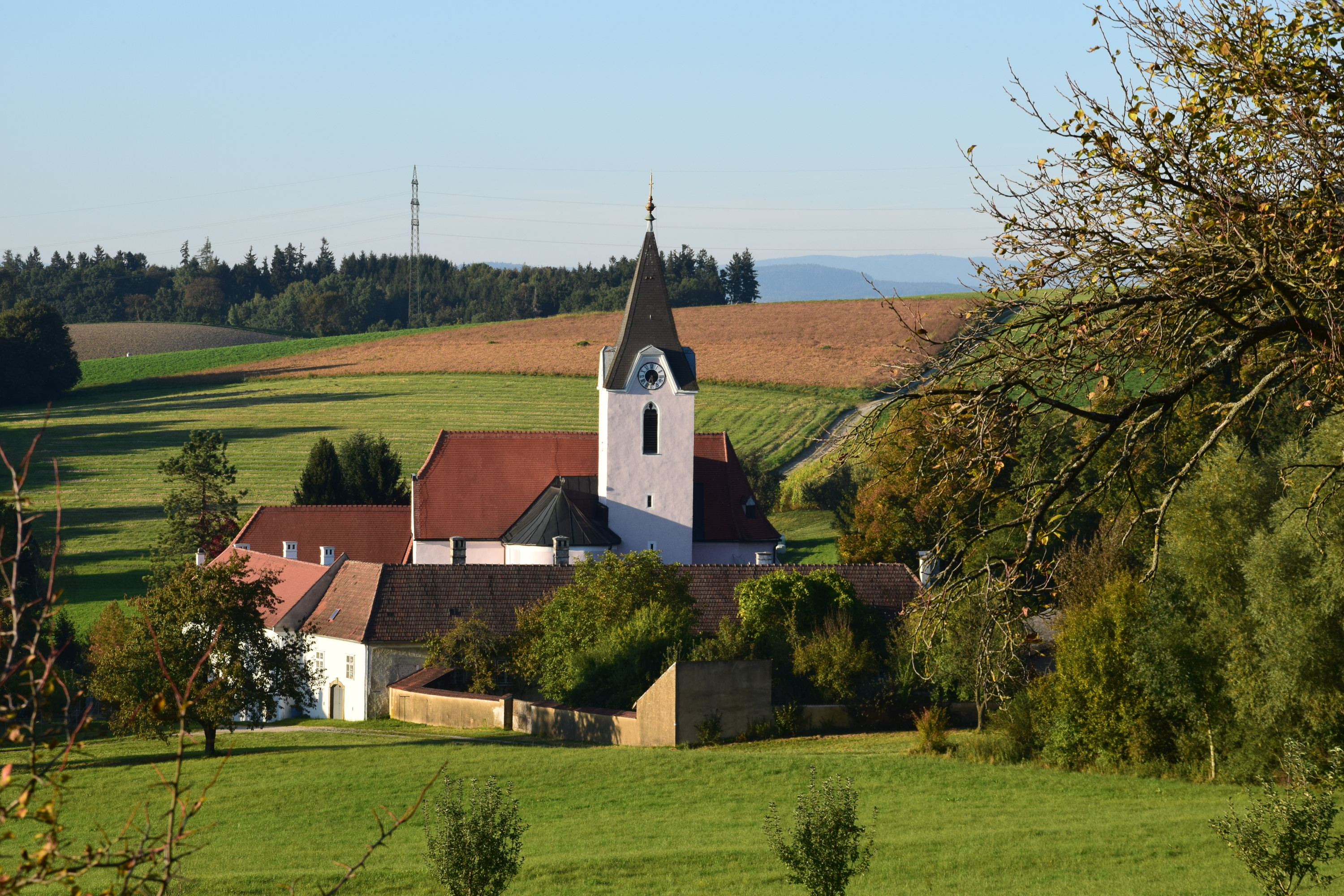
A Szt. Pongrác-plébániatemplom

Kirnberg an der Mank a tartomány Mostviertel régiójában fekszik a Mank folyó mentén. Legmagasabb pontja a Texinger Berg (572 m). Területének 17,5%-a erdő, 75,8% áll mezőgazdasági művelés alatt. Az önkormányzat 17 települést egyesít: Artlehen (0 lakos 2025-ben), Außerreith (0), Furth (0), Innerreith (0), Kimming (6), Kirnberg an der Mank (1044), Kroisbach (8), Maierhöfen (0), Obergraben (1), Oed an der Mank (0), Pöllaberg (0), Ranitzhof (0), Sattlehen (1), Strohhof (0), Untergraben (0), Wolfsbach (47) és Wolfsmath (7). 
A környező önkormányzatok: északra Mank, keletre Kilb, délre Texingtal, nyugatra Oberndorf an der Melk, északnyugatra Sankt Leonhard am Forst.

## Története
Kirnberget 1121-ben említik először. Első ismert birtokosaik, a Churnbergerek 1208-as kihalása után a Plankensteinek szerezték meg a birtokot, akik valószínűleg templomot építettek (ennek első írásos említése 1338-ból való. A 14. század folyamán Kirnberg szerény mezővárossá fejlődött. 1530 körül a St. Gotthard, Kirnberg és Texing plébániáit egyesítették és az egyházközség központját Texingbe helyezték. Bécs 1529-es török ostromakor nem jegyeztek fel jelentős pusztítást, de a védekezés céljára kivetett ún. török adó azonban nagy terhet rótt a lakosságra. Az 1679-es nagy pestisévben Kirnbergben két, míg a szomszédos falvakban tíz ember halt meg. Bécs második, 1683-as ostroma idején a törökök felégették a települést, a lakosok egy részét megölték, másokat elhurcoltak.
1759-ben a Zwettl melletti Schönbachból nyolc hieronimita szerzetes és perjelük beköltözött a régi kirnbergi dékáni lakba, de kis közösségük 1816-ban új tagok híján feloszlott. 1854 nyarán nagyon elszaporodtak a mókusok. Az 1938-as Anschluss során a német katonák Kirnbergbe, ahol az üresen álló plébánián rendezkedtek be, de rövidesen távoztak. A második világháború végén, 1945 áprilisában a mauthauseni koncentrációs tábor foglyainak halálmenetei Kirnbergen is áthaladtak és néhány embert agyonlőttek.
Kirnberg 2010-ben kapta a címerét. 

## Lakosság
A Kirnberg an der Mank-i önkormányzat területén 2025 januárjában 1114 fő élt. Lakosságszáma 1961 óta gyarapodó tendenciát mutat. 2023-ban az ittlakók 98,7%-a volt osztrák állampolgár; a külföldiek közül 0,4% a régi (2004 előtti), 0,3% az új EU-tagállamokból érkezett. 0,5% a volt Jugoszlávia (Horvátország és Szlovénia kivételével) vagy Törökország; 0,1% egyéb ország polgára volt. 2001-ben a lakosok 97,5%-a római katolikusnak, 0,2% evangélikusnak, 0,7% mohamedánnak, 1,5% pedig felekezeten kívülinek vallotta magát. Ugyanekkor a legnagyobb nemzetiségi csoportokat a német anyanyelvűeken (98,4%) kívül a csehek alkották 4 fővel.  
A népesség változása:
| Lakosok száma | 1063 | 1070 | 1114 |
|               | 2016 | 2018 | 2023 |

## Látnivalók
- a Szt. Pongrác-plébániatemplom
- a volt hieronimita kolostor, ma plébánia